# Umikaze (tàu khu trục Nhật)
Umikaze (tiếng Nhật: 海風) là một tàu khu trục hạng nhất của Hải quân Đế quốc Nhật Bản, thuộc lớp tàu khu trục Shiratsuyu bao gồm mười chiếc. Umikaze đã từng tham gia nhiều hoạt động tại Mặt trận Thái Bình Dương trong Chiến tranh Thế giới thứ hai, trước khi bị tàu ngầm Mỹ Guardfish đánh chìm ngoài khơi Truk vào ngày 1 tháng 2 năm 1944.

## Thiết kế và chế tạo
Lớp tàu khu trục Shiratsuyu là phiên bản cải tiến dựa trên lớp tàu khu trục Hatsuharu, được thiết kế để tháp tùng lực lượng tấn công chủ lực của Hải quân Nhật Bản, và để tiến hành những cuộc tấn công cả ngày và đêm bằng ngư lôi nhằm vào Hải quân Hoa Kỳ khi chúng vượt băng qua Thái Bình Dương, theo kế hoạch của học thuyết chiến lược hải quân Nhật Bản. Mặc dù là một trong những lớp tàu khu trục mạnh mẽ nhất thế giới khi hoàn tất, không có chiếc nào sống sót qua cuộc Chiến tranh Thái Bình Dương.
Umikaze, là chiếc đầu tiên trong số bốn tàu khu trục được chế tạo trong Chương trình Bổ sung Vũ khí Hải quân Nhật Bản thứ hai (1934) (Maru Ni Keikaku); nó được đặt lườn tại Xưởng hải quân Maizuru vào ngày 4 tháng 5 năm 1935, được hạ thủy vào ngày 21 tháng 2 năm 1936, và được đưa ra hoạt động vào ngày 31 tháng 5 năm 1937.

## Lịch sử hoạt động
Vào lúc xảy ra cuộc Tấn công Trân Châu Cảng, Umikaze được phân về Đội 24 của Hải đội Khu trục 4 trực thuộc Hạm đội 2 Hải quân Đế quốc Nhật Bản cùng với các tàu chị em Yamakaze, Kawakaze và Suzukaze; và đã khởi hành từ Palau tham gia cuộc chiếm đóng Philippines ("Chiến dịch M"), hỗ trợ cho các cuộc đổ bộ lên Legaspi và vịnh Lamon. Từ tháng 1 năm 1942, Umikaze tham gia các hoạt động tại Đông Ấn thuộc Hà Lan, bao gồm việc chiếm đóng đảo Tarakan và đổ bộ lên Balikpapan và Makassar. Sau khi tham gia chiếm đóng khu vực Đông Java, nó tham gia nhiệm vụ hộ tống vận tải, nên đã không có mặt trong trận chiến biển Java.
Trong tháng 4, Umikaze đã trợ giúp vào việc chiếm đóng Panay và Negros tại Philippines. Từ ngày 10 tháng 5, nó được phân về Hạm đội 1 Hải quân Đế quốc Nhật Bản và đã quay về Xưởng hải quân Sasebo để sửa chữa vào cuối tháng 5. Trong thời gian diễn ra trận Midway vào các ngày 4–6 tháng 6, nó nằm trong thành phần lực lượng chiếm đóng quần đảo Aleut dưới quyền chỉ huy của Đô đốc Shirō Takasu. Nó được điều trở lại Hạm đội 2 vào ngày 14 tháng 7 sau khi chiến dịch Midway bị hủy bỏ.
Umikaze đã hộ tống tàu sân bay Chitose từ Yokosuka đi đến Truk vào giữa tháng 8, và tiếp tục đi đến Guadalcanal nơi nó thực hiện mười một chuyến vận chuyển tốc độ cao "Tốc hành Tokyo" cho đến cuối tháng 9. Trong một nhiệm vụ vào ngày 24 tháng 9, nó bị hư hại do bom ném suýt trúng từ máy bay Mỹ, làm thiệt mạng tám người, và bị buộc phải quay về Truk để sửa chữa. Trong tháng 10, Umikaze tham gia hai đợt bắn phá sân bay Henderson trên đảo Guadalcanal, và vào ngày 26 tháng 10 nó nằm trong thành phần lực lượng của Đô đốc Nobutake Kondō trong trận Santa Cruz.
Sau khi hộ tống các tàu tuần dương Suzuya và Maya đến đảo Shortland và thực hiện một chuyến "Tốc hành Tokyo" khác đến Guadalcanal vào ngày 7 tháng 11, Umikaze đã có mặt trong trận Hải chiến Guadalcanal thứ nhất vào đêm 12–13 tháng 11 năm 1942. Trong một chuyến vận chuyển binh lính đến Buna, Umikaze bị hư hại nặng bởi một cuộc không kích của máy bay ném bom B-17 Flying Fortress của Không lực Mỹ, và được tàu khu trục Asashio kéo trở về Rabaul để được sửa chữa khẩn cấp. Umikaze rút lui khỏi Truk vào cuối tháng 12, về đến Sasebo vào ngày 5 tháng 1 năm 1943 để sửa chữa.
Umikaze quay trở lại hoạt động vào cuối tháng 2 năm 1943, hộ tống một đoàn tàu vận tải chuyển binh lính đến Truk, rồi tiến hành tuần tra chung quanh Truk cho đến cuối tháng 4. Sau một chuyến đi vận chuyển binh lính đến Kolombangara vào tháng 5, nó tháp tùng thiết giáp hạm Musashi từ Truk đi đến Yokosuka, rồi quay trở lại cùng với các tàu sân bay Chūyō và Unyō. Vào tháng 6, Umikaze dẫn đầu một chuyến vận chuyển binh lính đến Ponape và Nauru rồi tiếp tục nhiệm vụ hộ tống đoàn tàu vận tải giữa Truk và các đảo chính quốc Nhật Bản cho đến giữa tháng 11.
Umikaze đi vào ụ tàu tại Sasebo vào tháng 11, nơi tháp pháo "X" của nó được tháo dỡ thay thế bằng hai khẩu đội 25 mm Kiểu 96 phòng không ba nòng. Nó hoạt động trở lại vào cuối tháng 12, hộ tống một đoàn tàu vận tải đi đến Truk, rồi tuần tra ngoài khơi Saipan từ giữa tháng 1 năm 1944. Vào ngày 1 tháng 2 năm 1944, trong khi hộ tống một đoàn tàu vận tải đi từ Saipan đến Truk, Umikaze trúng phải ngư lôi phóng từ tàu ngầm Mỹ USS Guardfish ở ngoài khơi lối vào phía Nam của đảo san hô Truk. Nó chìm từ từ ở tọa độ 07°10′B 151°43′Đ / 7,167°B 151,717°Đ, cho phép 215 người sống sót được cứu vớt, và chỉ có 50 thành viên thủy thủ đoàn thiệt mạng.
Umikaze được rút khỏi danh sách Đăng bạ Hải quân vào ngày 31 tháng 3 năm 1944.